# Vrbice (powiat Jiczyn)
Vrbice – gmina w Czechach, w powiecie Jiczyn, w kraju hradeckim. Według danych z dnia 1 stycznia 2014 liczyła 119 mieszkańców.